# Sepszeszkaf
Sepszeszkaf (uralkodói nevén Sepszeszkaf Sepszeszihet), (ur.: kb. i. e. 2503 – i. e. 2498) Menkauré fia és trónutódja az egyiptomi trónon. Az óbirodalom korában, a IV. dinasztia utolsó uralkodójaként szokás besorolni. Leginkább arról híres, hogy szakított a piramisépítkezés hagyományával, és előzmények nélküli alakú sírhelyet építtetett magának. Elterjedt vélemények szerint Menkauré piramisát, valamint a hozzá tartozó halotti templomot is ő fejezte be, és az itt felállított, ma már világhírű szoborcsoportot is ő készíttette.

Az abüdoszi királylista 25. számú neve Sepszeszkafé, kissé eltérően az óbirodalmi írásmódtól. 
|             |           |          |
| \| \| \| \| |           |          |
|             |           |          |
| A51         | O34 · O34 | D28 · I9 |

| A51 | O34 · O34 | D28 · I9 |

|             |           |          |
| \| \| \| \| |           |          |
|             |           |          |
| A51         | O34 · O34 | D28 · I9 |

| A51 | O34 · O34 | D28 · I9 |

Sextus Iulius Africanusnál valószínűleg a Szeberkherész név azonosítható vele (ógörögül: Σεβερχερὴς).

## Családja
Menkauré eredeti örököse Huenré herceg volt, aki főfeleségétől, II. Hamerernebtitől született. Nem tudjuk, pontosan miért nem Huenré követte apját, valószínűleg hamarabb halt meg nála. (Lásd: a IV. dinasztia családfája.) Egyes vélemények szerint Manethónnál a IV. dinasztia utolsó uralkodója, Thamphthisz azonos egy másik fiával, Dzsedefptahhal. Eszerint Sepszeszkafot az egyik fia követte a trónon.

## Uralkodása
Sepszeszkaf életéről és uralkodásáról nagyon keveset tudni. Általában a IV. dinasztia végét valamilyen hanyatlás koraként tartja számon az egyiptológia, amelyre azonban csak annyi bizonyíték van, hogy Sepszeszkaf nem épített piramist. Sepszeszkaf dél-szakkarai sírja azonban így is egy gigantikus masztaba.
Valamiféle elkülönülést azonban jelez a sír alakja, csakúgy mint elhelyezése. Dzsedefré, aki először vette fel a nevébe Ré nevét már a gizai piramismezőtől messzebbre építette sírját. Sepszeszkaf, aki egyáltalán nem vett fel istennevet a titulatúrájába, szintén, és a sír alakja is a napszimbolika kevésbé fontos voltát mutatja. Ezek a körülmények sok feltételezésnek szolgáltak alapul. A különös körülmények között tartható számon az a tény is, hogy egy nagyon töredékes sztélé alapján a Menkauré piramisalapítványnak kiváltságokat adományozott. Ilyen kiváltságok korábban egyáltalán nem léteztek, és ez alapul szolgált minden későbbi kiváltságolásnak. Ezzel létrehozva azt a papi réteget, amely Egyiptomban korábban nem létezett: a kizárólag papi tisztségükből élő, a papi teendőket hivatásszerűen gyakorló papságot. A valamely isten papja cím addig egyes tisztségek betöltésével járt és nem takart feltétlenül a szakralitással kapcsolatos tevékenységet. Az Óbirodalom végén a királyi rendeletek már szigorúan elkülönítették a kiváltságos, és a kiváltsággal nem rendelkező birtokokat. A kiváltságolás a közmunkák és az adók alóli felmentést jelentette.
Halálának körülményei ismeretlenek. Egyes feltevések szerint I. Hentkauesz – apai féltestvére – a felesége is volt, és az Uszerkafot követő uralkodók az ő fiaik voltak. Az bizonyos, hogy Hentkauesz sírfeliratai szerint „Felső- és Alsó-Egyiptom királya” volt (ennek alapján Sepszeszkaf sírjának gondolták), valamint „Felső- és Alsó-Egyiptom királyának anyja”. Az egyik későbbi uralkodó, akiről tudjuk, hogy a fia volt, Noferirkaré. Sepszeszkaf és családja tekintélye Uszerkaf alatt töretlen lehetett, hiszen Ptahsepszesz, aki Sepszeszkaf leányát, Hamaat hercegnőt vette feleségül, még az V. dinasztia további szakaszában is nagyon befolyásos és gazdag személyiség volt. Több más tisztviselő is ismert, akik Sepszeszkaftól kezdve folyamatosan töltötték be hivatalukat.

## Titulatúra
A fáraók titulatúrájának magyarázatát és történetét lásd az Ötelemű titulatúra szócikkben.
| G5 |

| G5 |

| A50 · X |

| A50 · X |

| A50 · X |

| A50 · X |

| G5 |

| G5 |

| A50 · X |

| A50 · X |

| A50 · X |

| A50 · X |

| G16 |

| G16 |

| A50 |

| A50 |

| G16 |

| G16 |

| A50 |

| A50 |

| M23 | L2 |

| M23 | L2 |

| sw · t | bit · t | A50 | S29 | S29 | D28 · I9 |

| sw · t | bit · t | A50 | S29 | S29 | D28 · I9 |

| sw · t | bit · t | A50 | S29 | S29 | D28 · I9 |

| sw · t | bit · t | A50 | S29 | S29 | D28 · I9 |

| sw · t | bit · t | A50 | S29 | S29 | D28 · I9 |

| sw · t | bit · t | A50 | S29 | S29 | D28 · I9 |

| sw · t | bit · t | A50 | S29 | S29 | D28 · I9 |

| sw · t | bit · t | A50 | S29 | S29 | D28 · I9 |

| M23 | L2 |

| M23 | L2 |

| sw · t | bit · t | A50 | S29 | S29 | D28 · I9 |

| sw · t | bit · t | A50 | S29 | S29 | D28 · I9 |

| sw · t | bit · t | A50 | S29 | S29 | D28 · I9 |

| sw · t | bit · t | A50 | S29 | S29 | D28 · I9 |

| sw · t | bit · t | A50 | S29 | S29 | D28 · I9 |

| sw · t | bit · t | A50 | S29 | S29 | D28 · I9 |

| sw · t | bit · t | A50 | S29 | S29 | D28 · I9 |

| sw · t | bit · t | A50 | S29 | S29 | D28 · I9 |